# Adrianus van der Koogh

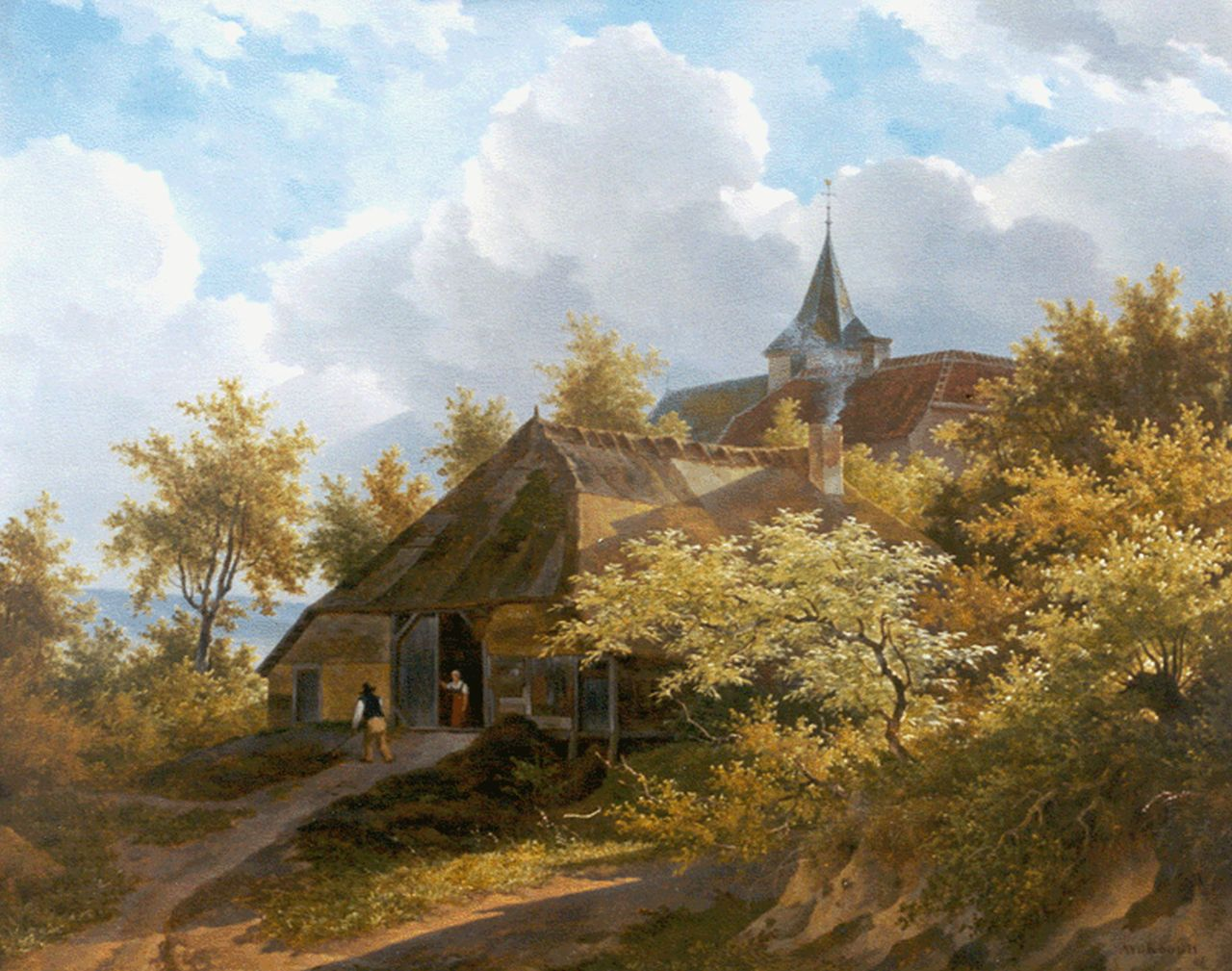
Bauernhaus in einer baumreichen Landschaft

Adrianus van der Koogh (* 14. Februar 1796 in Middelharnis; † 19. September 1831 in Dordrecht) war ein niederländischer Landschaftsmaler und Lithograf.
Er war Schüler seines Cousins Pieter Hofman (1735–1837). Anschließend zog er in das Atelier von Jacob van Strij (1756–1815), der ihn mit den Arbeiten von Landschaftsmalern des 17. Jahrhunderts, insbesondere Aelbert Jacobsz. Cuyp, bekannt machte. Er widmete sich der Landschaftsmalerei, insbesondere Baumstudien, schuf auch Lithografien.
Er war Mitglied der Dordrechter Zeichnervereinigung  „Pictura“.
Zu seinen Schülern gehörten Willem de Klerk, Jan Dam Steuerwald und Hendrik Frederik Verheggen.